# 4425 Bilk
4425 Bilk là một tiểu hành tinh vành đai chính với chu kỳ quỹ đạo là 1323.5628901 ngày (3.62 năm).
Nó được phát hiện ngày 30 tháng 10 năm 1967.